# Liste der Baudenkmäler in Germering
Auf dieser Seite sind die Baudenkmäler in der oberbayerischen Großen Kreisstadt Germering zusammengestellt. Diese Tabelle ist eine Teilliste der Liste der Baudenkmäler in Bayern. Grundlage ist die Bayerische Denkmalliste, die auf Basis des Bayerischen Denkmalschutzgesetzes vom 1. Oktober 1973 erstmals erstellt wurde und seither durch das Bayerische Landesamt für Denkmalpflege geführt wird. Die folgenden Angaben ersetzen nicht die rechtsverbindliche Auskunft der Denkmalschutzbehörde.

## Baudenkmäler nach Ortsteilen

### Germering
| Lage                                               | Objekt                           | Beschreibung | Akten-Nr.             | Bild                     |
| -------------------------------------------------- | -------------------------------- | --- | --------------------- | ------------------------ |
| Augsburger Straße 22 (Standort)                    | Ehemalige Pfarrkirche St. Martin | Saalbau mit dreiseitig geschlossenem Chor, angefügter zweigeschossiger Sakristei und Nordturm; Teile der Friedhofsmauer geziegelt Gedenkkapelle, sogenannte Marquartkapelle, an Stelle des Vorgängerbaus von 1776 errichteter kleiner quaderförmiger Putzbau, 1925. | D-1-79-123-2 Wikidata | weitere Bilder           |
| Nähe Augsburger Straße (Standort)                  | Mariensäule                      | Postament mit polygonaler Säule und Marienfigur, bezeichnet mit „1938“. | D-1-79-123-3 Wikidata | Mariensäule              |
| Dorfstraße 16 (Standort)                           | Ehemaliges Wohnstallhaus         | Zweigeschossiger Satteldachbau mit verzahnter Eckrustika und profiliertem Traufgesims, 1857. | D-1-79-123-8 Wikidata | Ehemaliges Wohnstallhaus |
| Dorfstraße, Abzweigung Hoflacher Straße (Standort) | Wegkreuz unter Linde             | Hölzernes Kreuz und Corpus, letztes Viertel 19. Jahrhundert. | D-1-79-123-9 Wikidata | Wegkreuz unter Linde     |

### Nebel
| Lage                | Objekt                              | Beschreibung | Akten-Nr.             | Bild           |
| ------------------- | ----------------------------------- | --- | --------------------- | -------------- |
| In Nebel (Standort) | Ehemalige Hofmarkskapelle St. Maria | Kleiner spätbarocker Putzbau mit Lisenengliederung, Apsis und massivem Dachreiter mit geschweiftem Helm, 1725; mit Ausstattung. | D-1-79-123-4 Wikidata | weitere Bilder |

### Streiflach
| Lage                                                                                 | Objekt                                       | Beschreibung | Akten-Nr.              | Bild           |
| ------------------------------------------------------------------------------------ | -------------------------------------------- | --- | ---------------------- | -------------- |
| Angerfeld (Standort)                                                                 | Wegkapelle, sogenannte Marienkapelle         | Neugotischer Bau mit Treppengiebel, 1837. | D-1-79-123-5 Wikidata  | weitere Bilder |
| Streiflach 1; Angerfeld; Planegger Weg; Freihamer Feld; Streiflacher Feld (Standort) | Ehemaliges Gutshaus des Gutshofes Streiflach | Zweigeschossiger Satteldachbau mit Putzgliederung, dendrochronologisch datiert auf 1837, wohl mit älterem Kern; Allee zwischen Gutshof und Kapelle sowie Baumreihe nach Freiham. | D-1-79-123-11 Wikidata | weitere Bilder |

### Unterpfaffenhofen
| Lage                          | Objekt                                                                 | Beschreibung | Akten-Nr.              | Bild                                    |
| ----------------------------- | ---------------------------------------------------------------------- | --- | ---------------------- | --------------------------------------- |
| Alte Kirchstraße (Standort)   | Kriegerdenkmal zur Erinnerung an die Gefallenen des Ersten Weltkrieges | Reliefiertes Postament auf kleiner Treppenanlage mit Gedenkstein und nachträglich angefügten Seitentafeln, bezeichnet mit „1921“.                                                                                 | D-1-79-123-13 Wikidata | weitere Bilder                          |
| Alte Kirchstraße 6 (Standort) | Katholische Pfarrkirche St. Jakob                                      | Romanisches Langhaus mit spätgotischem eingezogenem Polygonalchor, angefügter Sakristei und Südturm, 12./13. Jahrhundert, Chor und Turm um 1500, 1695 und 1740 barockisiert und 1903 verlängert; mit Ausstattung. | D-1-79-123-6 Wikidata  | weitere Bilder                          |
| Alte Kirchstraße 8 (Standort) | Ehemaliges Wohnstallhaus des Pfarrhofes                                | Zweigeschossiger Satteldachbau mit Bauinschrift des abgebrochenen Pfarrstadels von 1787, 1763 erbaut, grundlegende Sanierung um 1960.                                                                             | D-1-79-123-10 Wikidata | Ehemaliges Wohnstallhaus des Pfarrhofes |
| Friedenstraße 19 (Standort)   | Ehemaliges Verwaltungsgebäude der Firma Ries                           | viergeschossiger Kopfbau mit Umfassungsmauer um Vorplatz, Stahlbetonskelettbau mit vorgehängter, gerasterter Leichtmetallfassade, von Walter Ehm, 1962.                                                           | D-1-79-123-17          | BW                                      |
| Salzstraße 27 (Standort)      | Ehemaliges Schulhaus                                                   | Zweigeschossige Zweiflügelanlage mit hohen Walmdächern, nach Plänen von Bezirksassessor Popp, 1909; Einfriedung, massiv mit Latten, gleichzeitig.                                                                 | D-1-79-123-12 Wikidata | weitere Bilder                          |

### Wandlheim
| Lage                   | Objekt                | Beschreibung                                                                  | Akten-Nr.             | Bild           |
| ---------------------- | --------------------- | ----------------------------------------------------------------------------- | --------------------- | -------------- |
| Wandlheim 1 (Standort) | Hofkapelle St. Petrus | Kleiner kubischer Walmdachbau mit modernem Dachreiter, 1706; mit Ausstattung. | D-1-79-123-7 Wikidata | weitere Bilder |